# Christiane de Beaurepaire
Pour les articles homonymes, voir Beaurepaire.
Christiane de Beaurepaire, née à Paris en 1942,  est un médecin psychiatre français.

## Biographie
Pendant quinze ans, à l'hôpital pénitentiaire et dans la prison de Fresnes, dans le Val-de-Marne, Christiane de Beaurepaire a essayé de soigner des détenus, de plus en plus nombreux à avoir besoin de soin en psychiatrie.

« Si l'on veut régler le problème de la surpopulation dans les prisons, c'est très simple : il faut les vider de toutes les personnes qui n'ont rien à y faire. Malades mentaux, sans-papiers, sans-domicile, vieillards déments, jeunes en errance, toxicomanes. et remplacer la prison par des structures appropriées. Je vous rappelle que le code pénal proscrit l'hébergement des malades mentaux des établissements pénitentiaires. Avec plus de 25 % de détenus qui souffrent de troubles avérés - schizophrénie, paranoïa, psychose, dépression grave -, nous prenons quelques libertés avec la loi. »

## Publications
- Non-lieu. Un psychiatre en prison : soigner derrière les barreaux, Récit, Éd. Fayard (2009).  (ISBN 2 2136 3367 3)
- Les Dangerosités : de la criminologie à la psychopathologie, entre justice et psychiatrie, avec Michel Bénézech, Christian Kottler, et Collectif, John Libbey Eurotext (2004).  (ISBN 2 7420 0503 X)